# Tri Repetae
Tri Repetae ist das dritte Studioalbum des britischen Electronica-Duos Autechre. Das am 6. November 1995 veröffentlichte Album gilt als Meilenstein des Genres IDM.

## Hintergrund

### Veröffentlichung
Wie bereits die vorherigen Alben der Gruppe erschien auch Tri Repetae auf dem englischen Electronica-Label Warp Records. Der Titel deutet an, dass Tri Repetae das dritte Album Autechres ist. Es wurde als CD, Doppel-LP und Doppel-Kassette veröffentlicht. Katalognummer des Albums war WARP CD 038.
Wie bei Autechre üblich, erschien zeitgleich mit dem Album eine begleitende EP, die der gleichen Schaffensphase entsprang. Diese trug den Titel Anvil Vapre und enthielt vier Titel. Das Musikvideo zum Stück Second Bad Vilbel wurde vom Regisseur Chris Cunningham umgesetzt.

### Wirkung
Das Album leitete eine neue Phase im Gesamtwerk der Band ein. Erstmals gelang es Sean Booth und Rob Brown sich von althergebrachten Strukturen zu lösen und richtungsweisende Trends für die Weiterentwicklung der elektronischen Musik zu setzen. Die meisten Stücke bestehen aus einem weitgehend abstrakten, gebrochenen Rhythmus. Während sich diese Rhythmen nach und nach minimal verändern und weitere Rhythmuselemente übereinander „geschichtet“ werden, sind zunehmend kurze Melodie-Fragmente erkennbar. Deutlich ist ein Industrial-Einfluss zu hören, welcher sich in metallisch klingenden Geräuschen niederschlägt.
Tri Repetae markierte im Gesamtwerk der Band einen deutlichen Schritt weg von den frühen, in den Kompositionen relativ einfach strukturierten und ruhigen Alben wie Incunabula und Amber hin zu komplexen Werken wie Confield, die auch von Fans der Gruppe zunächst als „kakophonischer Angriff auf etabliertes Sound- und Rhythmusgefühl“ (Thaddeus Herrmann) wahrgenommen wurden.

### Design
Das Cover-Design zu Tri Repetae stammt vom englischen Designer-Kollektiv The Designers Republic mit Unterstützung von Chris Cunningham und dem Gescom-Künstler Russell Haswell.
Die Außenhülle ist komplett in einem schlichten Gold-Ton gehalten und Bandname sowie der Albumtitel sind lediglich auf einem kleinen Aufkleber ersichtlich. Das Sleeve enthält mehrere farbige Fotos von Maschinenbauteilen und technischen Geräten, die aber stark verfremdet wurden und sich somit einer genaueren Beschreibung entziehen.
Die Liner Notes der CD-Ausgabe enthalten den kleingedruckten Vermerk „incomplete without surface noise“. Auf der Vinyl-Ausgabe ist hingegen der Text „complete with surface noise“ zu lesen.

## Titelliste
Alle Songs wurden von Rob Brown und Sean Booth komponiert und produziert. 
Seite 1
1. Dael – 6:40
2. Clipper – 8:34
Seite 2
3. Leterel – 7:08
4. Rotar – 8:04
5. Stud – 9:40
Seite 3
6. Eutow – 4:15
7. C/Pach – 4:39
8. Gnit – 5:49
Seite 4
9. Overand – 7:33
10. Rsdio – 10:08
Die Gesamtspielzeit beträgt 72 Minuten und 34 Sekunden. 
Die im gleichen Jahr veröffentlichte Japan-Edition des Albums enthält einen zuvor unveröffentlichten Bonus-Titel:
1. Medry – 4:14

In Nordamerika erschien 1996 eine Tri Repetae++ betitelte Doppel-CD, in der sich neben der europäischen Version des Albums eine weitere CD befand, auf welcher die EPs Anvil Vapre und Garbage zusammenfasst wurden.

## Rezeption
Die meisten Kritiker erkannten in Tri Repetae ein – nicht nur für die Entwicklung der Band selbst – wegweisendes Werk. Sascha Kösch vom Szenemagazin Frontpage vergab die hohe Wertung von sechs Sternen und urteilte:

„Die 4 Tracks gehen von relativ simplen aber sehr neuen Grooves aus denen sie immer noch eine noch höhere Melodie aufsetzen ohne die Basis zu zerstören. Mal graben sie sich in den Groove ein und holen aus seinem Grund eigene Dubwelten hervor, mal bewegen sie sich leicht drüber hinweg und bauen ihn aus wie eine Kathedrale. Autechre entwickeln, so seltsam das klingt, ihren ganz eigenen Sound aus dem Nichts und in einer Vielfältigkeit die sehr ungewöhnlich ist“

Die Kritiker der Webseite almostcool vergaben 7,5 von 10 möglichen Punkten. Das Album sei düsterer als frühere Werke der Gruppe aber dennoch interessant („It's darker than the groups previous work, and a bit more harsh, but no less interesting.“). Tri Repeate sei ein essentielles Werk des IDM-Genres („...fairly essential in terms of the IDM genre.“) aber auch schwer zugänglich und brauche Geduld, um sich auf die komplexen Strukturen und Stücke einzulassen („... it's not something that's very instantly accessible in terms of listening ... one may just find that the complex structures and tracks start to grow nearly every time you listen to it ...“)
Das britische Magazin The Wire zählte Tri Repetae zu den besten Alben des Jahres 1995 und wählte es auf Platz 8 der Jahresliste.
Die Bedeutung des Albums für die Weiterentwicklung der elektronischen Musik ergab sich allerdings erst rückblickend. So nahm die deutsche Zeitschrift Musikexpress Tri Repetae im März 2005 in die Auswahl der besten Alben der 1990er Jahre auf. Tri Repetae belegte Platz 49 und ist in dieser Rangliste eines von insgesamt fünf platzierten rein elektronischen Alben. 
Auch AllMusic vergab die Höchstwertung von fünf Sternen. Kritiker Ned Raggett urteilte:

„Tri Repetae steht für sich als abwechslungsreiches, vollkommenes Album, als klarer Beweis von Autechres einzigartigem musikalischem Genie.“

„Tri Repetae stands as a varied, accomplished album, clear evidence of Autechre's unique genius around sound.“

Pitchfork führt Tri Repetae auf Platz 3 der 50 besten IDM-Alben aller Zeiten.